# Buyalik
Buyalik (en ucraniano: Буялик) es un pueblo ucraniano perteneciente al óblast de Odesa. Situado en el suroeste del país, es parte del raión de Berezivka y del municipio (hromada) de Veliki Buyalik.

## Toponimia
Hasta 2024, el nombre del asentamiento era Petrivka (en ucraniano: Петрівка; en ruso: Петровка, romanizado: Petrovka).

## Geografía
Buyalik se encuentra 20 km al sureste de Ivánivka y 47 km al norte de Odesa.

## Historia
El lugar fue fundado oficialmente en 1927 como un asentamiento de la estación con el nombre de Veliki Buyalik, con colonos procedentes de la actual Blajoyeve. En 1957 pasó a llamarse Petrivka, al mismo tiempo que se le dio al pueblo el estatus de asentamiento de tipo urbano.
Petrivka perteneció al raión de Ivánivka hasta 2020, año en el que se hizo una reforma administrativa que redujo el número de raiónes del óblast de Odesa a siete, y el asentamiento pasó a ser parte del raión de Berezivka.En 2023, Petrivka perdió el estatus de asentamiento de tipo urbano en la legislación ucraniana debido a la eliminación de este estatus administrativo.En 2023, el grupo de trabajo de la Comisión Nacional de Estándares Lingüísticos Estatales incluyó a Petrivka en la lista de asentamientos en Ucrania que pueden renombrarse como parte de las campañas de descomunización y la derusificación en Ucrania. El nombre elegido fue el antiguo nombre, Buyalik, aprobado en la Rada Suprema el 19 de septiembre de 2024.

## Demografía
La evolución de la población de Buyalik entre 1989 y 2022 fue la siguiente:
| 5320                                                          | 4898 | 4647 | 4595 | 4595 | 4435 |
| (Fuente: Cities & Towns of Ukraine y UKRAINE: Größere Städte) |      |      |      |      |      |

Según el censo de 2001, la lengua materna de la mayoría de los habitantes, el 54,33%, es el ruso; del 33,97% es el ucraniano y del 10,47%, el búlgaro.

## Infraestructura

### Transporte
La estación de tren de Buyalik está en el ferrocarril que conecta Odesa y Kropivnitski a través de Novoukrainka. El asentamiento tiene acceso por carretera a Odesa y Voznesensk, así como a la autopista M05 que conecta Kiev y Odesa.